# GameSpy
GameSpy Industries, Inc., más conocida simplemente como GameSpy, fue una división de IGN Entertainment. GameSpy operaba una red de sitios web de videojuegos y proporcionaba los servicios y el software para videojuegos en línea. Su página GameSpy era un portal de noticias, análisis y reportajes de la industria de los videojuegos, especialmente de Xbox 360, PlayStation 3, Wii, Nintendo DS y PSP. La compañía tenía sus oficinas centrales en Costa Mesa, California. Cerró el 30 de marzo de 2014, cerrando a la vez todos sus soportes del modo en línea de más de mil juegos.
Halo Combat Evolved fue el videojuego más afectado a causa de la clausura de la red, por lo que se imposibilitó la operación del servidor que permitiera la conexión de las computadoras para la jugabilidad de los Spartans en combate tipo multijugador. La popularidad del exitoso método de entretenimiento digital en disparos de primera persona de Microsoft Games y Bungie Studios generó reclamos por los fanáticos del juego, de manera que mediante colaboración en donativos y programadores voluntarios se han promulgado servidores clandestinos sin respaldo por lo que es vulnerable a hackers, bots e inusuales anexos de modalidades superficiales, aun así suele disfrutarse libremente para lo cual se fue habilitando la antigua conexión que solía utilizarse que permite jugar sin problemas.

## Orígenes
En 1996 GameSpy comenzó como QSpy una empresa pequeña encargada de desarrollar software para Quake y Helxue, unos juegos aclamados. Entonces QSpy decidió que su fama estaba por nacer y decidió abrir una empresa más grande con más ingenieros, secretarios y trabajadores que pudieran desarrollar nuevo software para videojuegos, cambiando el nombre de la empresa a G-Spy con el cual dieron un giro excelente a la fama pero ese nivel bajó en el año 1998 cuando nació 1UP.com. En este momento G-Spy cayó, y no tuvo otra alternativa que retirarse del mundo de los videojuegos. Pero a fines de 1999, un empresario se le ocurrió llamar al presidente de G-Spy y le dijo que sería una buena idea dedicarse al estudio de los videojuegos, entonces fue ahí cuando se le ocurrió un buen nombre para su empresa: GameSpy, Espía de juegos, es decir, alguien que da información detallada acerca de algo, en este caso videojuegos.
El 21 de febrero del año 2013, GameSpy anuncia formalmente que cerrarían su página web, "por razones comerciales".

## Historia cronológica
- 1996: Jack Mathews, Tim Cook, y Joe Powell crean un nuevo software de videojuegos para Quake lo cual los lleva a la fama y los obliga a crear G-Spy.
- 1997: Mark Surfas, estratega ingeniero, crea Industrias G-Spy.
- 1998: G-Spy cae vencido por 1UP.com.
- 1999: Se inaugura GameSpy, la empresa multinacional creada para la información de videojuegos.
- 2001: GameSpy desarrolla software para la próxima consola que Sony sacaría al mercado, la PlayStation 2.
- 2014: GameSpy cierra sus servidores en mayo, afectando a miles de juegos[3]